# اچ‌ام‌اس اورفورد (۱۷۴۹)
اچ‌ام‌اس اورفورد (۱۷۴۹) (به انگلیسی: HMS Orford (1749)) یک کشتی بود که طول آن ۱۶۰ فوت (۴۸٫۸ متر) بود. این کشتی در سال ۱۷۴۹ ساخته شد.